# Ja nie chcę wiele
Ja nie chcę wiele - promocyjny singel Michała Żebrowskiego i Kasi Groniec z muzyką i wyprodukowany przez Smolika. Tekst piosenki powstał na podstawie fragmentów wierszy Władysława Broniewskiego i Jonasza Kofty. Singel promował edycję specjalną płyty "Lubię, kiedy kobieta". Numer katalogowy małej płytki PWA 0011.

## Utwory
- Ja nie chcę wiele 3:09

## Twórcy
- głos - Kasia Groniec, Michał Żebrowski
- muzyka, instrumenty klawiszowe, akordeon, gitara, bas, realizacja nagrań i produkcja muzyczna - Andrzej Smolik
- mastering - Jacek Gawłowski (Q Sound)
- text - Władysław Broniewski, Jonasz Kofta
- produkcja, dystrybucja - BMG/Zic Zac

## Sponsorzy, promotorzy
- TVP1
- Viva!
- poland.com
- Shiseido
- Renault Polska
- Plus GSM